# 唐津市浜玉ケーブルネットワーク
唐津市浜玉ケーブルネットワークは、かつて存在した佐賀県唐津市（旧 浜玉町）をサービスエリアとするケーブルテレビ局。2004年までは、「浜玉町ケーブルテレビジョン」という名称であった。2007年4月以降は唐津市有線テレビジョンに運営統合された。ここでは、2007年3月以前について述べる。
- 愛称:ひれふりチャンネル
- 略称:HHC

## 所在地
- 佐賀県唐津市浜玉町浜崎1290番地の2　浜玉町情報センター

## サービスエリア
- 佐賀県唐津市(浜玉町)
- 唐津市に編入合併した七山村地域でケーブルテレビ施設整備にともない「ひれふりチャンネル」が放送されていた[1]。
- 七山村地域のインターネット接続サービスは、浜玉町地域と同等のものである[2]。

## 沿革
- 1988年 自主放送施設完成。浜崎有線テレビ組合加入者に向けて、浜玉町自主放送開始。
- 1990年 浜玉町内の難視聴型有線テレビ組合施設を結ぶ町内ネットワーク完成。自主放送「ひれふりチャンネル」の放送開始
- 2004年3月 浜玉町情報センター完成。全施設を移転。
- 2004年10月 インターネット接続サービス開始。[3]
- 2004年末をもって、有線テレビ組合の解散・業務を合併後の唐津市にひきつぐ。
- 2005年1月1日 旧唐津市と東松浦郡の7町村が合併、「新」唐津市発足。唐津市の運営となる。
- 2007年4月 唐津市有線テレビジョンに運営統合。行政放送が統合され唐津市全域で、「チャンネルからつ」の放送となる。[1]

## 主な放送チャンネル

### テレビ局
| アナログ | 放送局             |
| -------- | ------------------ |
| 2        | 緊急告知放送       |
| 3        | NHK佐賀総合        |
| 4        | RKB毎日放送        |
| 5        | TVQ九州放送        |
| 6        | 九州朝日放送       |
| 8        | 福岡放送           |
| 10       | サガテレビ         |
| 11       | ひれふりチャンネル |
| 12       | NHK佐賀教育        |
| 14       | NHK BS             |
| 20       | BS日テレ           |
| 17       | BS朝日             |
| 18       | BS-i               |
| 22       | BSジャパン         |
| 21       | BSフジ             |

- 2006年時点のチャンネル表である。インターネットアーカイブによる。

### ラジオ局
| MHz  | 放送局    |
| ---- | --------- |
| 77.9 | FM佐賀    |
| 81.6 | NHK佐賀FM |

## ひれふりチャンネルの名称について
- 松浦佐用姫の伝説により、鏡山が「ひれふりやま」とも呼ばれることにちなんで「ひれふりチャンネル」と命名された。